# Michel Déon
Pour les articles homonymes, voir Déon et Michel.
Ne doit pas être confondu avec Michel Éon.
Michel Déon, né Édouard Michel le 4 août 1919 dans le 11e arrondissement de Paris et mort le 28 décembre 2016 à Galway (Irlande), est un écrivain et dramaturge français.
Membre de l'Académie française, il est généralement rattaché au mouvement des « Hussards ».

## Biographie

### Jeunesse et études
Son père, Paul Michel, est conseiller de Louis II, prince de Monaco. Après une enfance passée entre le 16e arrondissement de Paris et Monaco (puis Nice), Michel Déon est élève au lycée Janson-de-Sailly, puis part étudier à la faculté de droit,.

### Carrière
Engagé volontaire de 1940 à 1942 (152e Régiment d'infanterie) et démobilisé à Lyon en novembre 1942, il devient en zone sud secrétaire de rédaction à L'Action française auprès de Charles Maurras. Dans le même temps, il collabore à Marie Claire. Il devient également par la suite journaliste à Paris Match.
En 1950, il adhère à l'Association des amis de Robert Brasillach. Il commence au même moment une vie de voyages qu'il n'arrêtera plus et qui nourrira constamment son œuvre romanesque. D'une manière plus ou moins prolongée, il séjourne notamment en Suisse, en Italie, aux États-Unis, qu'il parcourt en train et en bus Greyhound grâce à une bourse de la fondation Rockefeller, au Canada, au Portugal et en Grèce (à partir de 1959), d'abord à Skyros, puis à Spetsai. Mais c'est encore en Irlande, pays dont il se sent proche culturellement, qu'il séjourne le plus longtemps en famille, avec Chantal (née Renaudeau d'Arc, épousée en 1963), et ses enfants Alice et Alexandre. Ses voyages et séjours en Irlande furent de grandes inspirations pour ses romans.
Entre 1960 et 1962, il collabore à Défense de l'Occident, au comité de patronage duquel il figure.
Parallèlement à la composition de ses livres, il poursuit une carrière d'éditeur pour la maison Plon et de critique aux Nouvelles Littéraires ou au Journal du dimanche. Lié aussi à la revue et aux éditions de La Table Ronde, il est associé aux Hussards, bien qu'il ait lui-même contesté l'existence de ce mouvement comme il le confie à son ami journaliste Jean-Luc Delblat dans Le Métier d'écrire publié au Cherche Midi en 1994 : "Nimier et Laurent ne s'aimaient guère, de même que Blondin et Laurent. Nous étions très différents. D'ailleurs les écrits de chacun témoignent de cette profonde divergence, bien que nous ayons été rassemblés un jour, par hasard, à l'occasion des préfaces à un livre d'André Fraigneau... Nous avons aussi été réunis par Jacques Laurent, dans la revue La Parisienne. Mais les "Hussards" n'ont jamais existé..."
Après la liberté de ton de La Corrida ou de La Carotte et le Bâton, Michel Déon donne une nouvelle orientation à son œuvre en recourant au genre plus classique mais aussi plus ambitieux de la fresque contemporaine (Les Poneys sauvages) ou du roman de formation (Le Jeune Homme vert). Publié en 1981, Un déjeuner de soleil est le roman que Déon confiera être son préféré à Jean-Luc Delblat avec Les Poneys sauvages en répondant à la question : "Lequel de vos romans voudriez-vous qu'un jeune écrivain lise en premier ?" : "Je crois qu'il trouvera son profit dans Un déjeuner de soleil qui est un roman sur la création littéraire. Et puis Les poneys sauvages. Je pense que ce dernier n'est pas trop mal réussi. Je m'en aperçois maintenant parce que ce sont des gens très jeunes qui le lisent aujourd'hui, alors qu'il a été publié il y a vingt ans. Il fait l'objet de nombreuses thèses... Et j'ai de la chance : si mes romans n'étaient lus que par des gens de mon âge, d'abord il y en aurait moins, et puis ce ne serait pas rassurant ! ".
En 1999, il signe pour s'opposer à la guerre en Serbie la pétition « Les Européens veulent la paix », lancée par le collectif Non à la guerre.
En juin 2004, l'Université française lui rend hommage : un colloque est organisé à la Sorbonne sur son œuvre à l'initiative d'Alain Lanavère et Thierry Laurent.
En décembre 2006, il signe le « Manifeste en faveur de la messe tridentine » qui paraît dans Le Figaro.
En 2009, les éditions de l'Herne publient un cahier sur son œuvre.
En 2010, Michel Déon est membre du jury du prix Françoise-Sagan.
Lors du 23e anniversaire de Radio Courtoisie, le 7 novembre 2010, le prix Jean-Ferré lui a été décerné.

### Élection à l'Académie française
Vivant en Grèce, sur l'île de Spetsaï, puis en Irlande, à Tynagh, il est élu le 8 juin 1978 à l'Académie française en même temps qu'Edgar Faure. Il y est reçu le 22 février 1979 par Félicien Marceau et fait l'éloge de son prédécesseur au 8e fauteuil, Jean Rostand. Sa carrière d’académicien permet de révéler au grand jour Vincent Delecroix (Tombeau d’Achille) et Jean Rolin (Chrétiens)[pas clair]. Il est au moment de sa mort vice-doyen d'âge et vice-doyen d'élection de l'Académie.

### Famille
Marié en mars 1963 avec Chantal Renaudeau d'Arc (1932-2018), Michel Déon a deux enfants : Alice et Alexandre.

### Mort

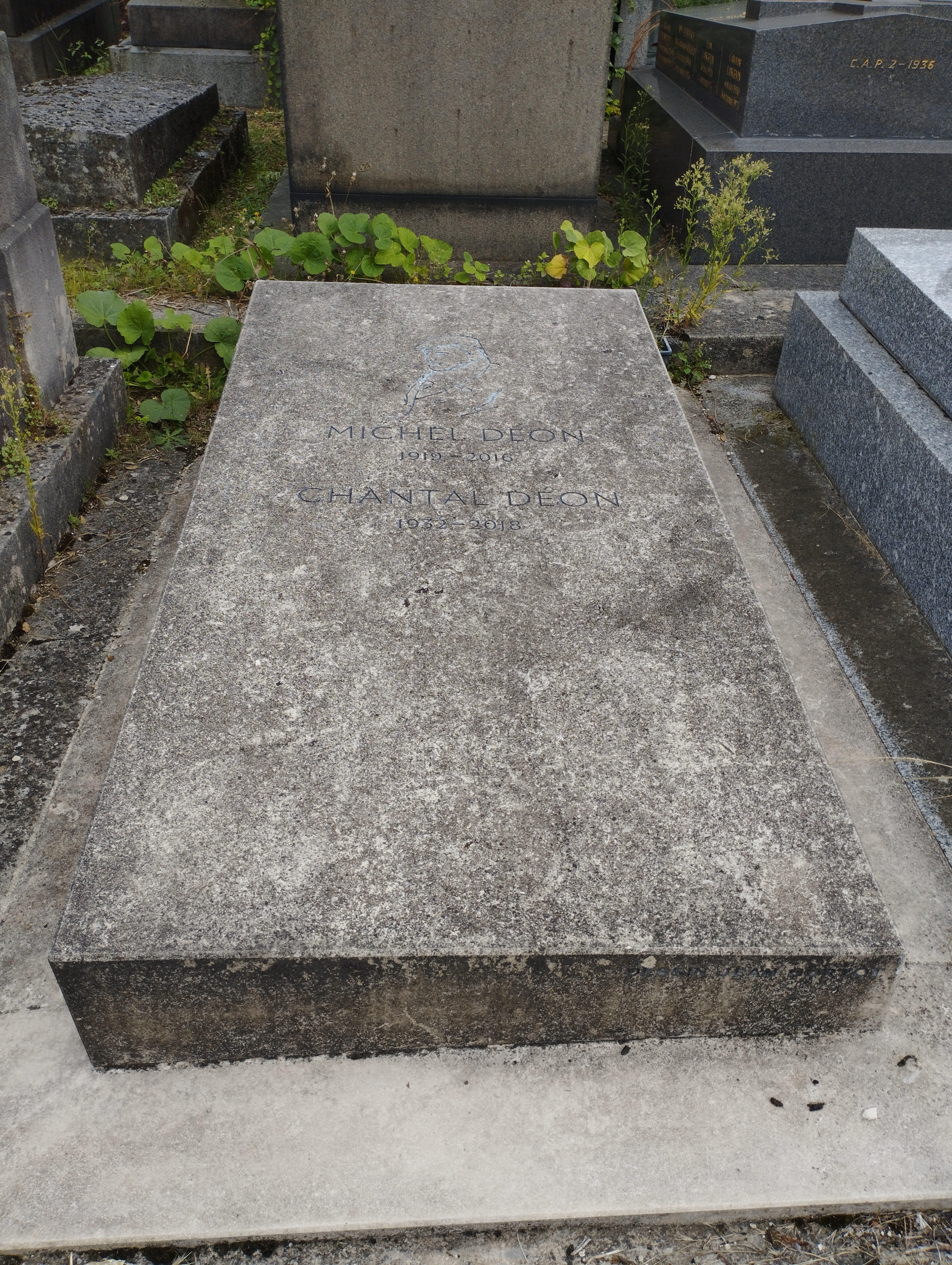
Tombe de Michel Déon au cimetière du Montparnasse (division 8).

Il meurt le 28 décembre 2016 d'une embolie pulmonaire à Galway en Irlande, sa terre d'inspiration, à l'âge de 97 ans,.
L'année suivante, la famille de Michel Déon cherche un cimetière parisien pour l'accueillir mais se heurte au refus d'Anne Hidalgo, bien qu’il ait été un romancier ayant beaucoup traité de la capitale française dans ses ouvrages et y ayant longtemps vécu : né rue de la Roquette, il a vécu après guerre rue Férou puis rue de Beaune jusqu'à la fin des années 1990. Étienne de Montety dans Le Figaro lance une campagne, obtenant de nombreux soutiens dont celui d'Hélène Carrère d'Encausse, pour qu'il soit accueilli dans un cimetière de la capitale. En février 2018, la mairie de Paris maintient sa position, en s'appuyant sur le Code général des collectivités territoriales.
Mais face au tollé, exprimé notamment par une pétition d'une centaine d'écrivains sollicités par Montety, parmi lesquels Michel Houellebecq, Jean Rolin, Yasmina Reza, Anne Hidalgo fait  marche arrière. Il est finalement inhumé au cimetière du Montparnasse (division 8), où sa veuve le rejoint en 2018.

## Œuvres

### Ouvrages
Auteur de nombreux ouvrages illustrés (notamment par Jean Cortot, Olivier Debré, George Ball) sa bibliographie comporte plus de 40 volumes. Ses œuvres majeures ont été réunies en un seul volume paru dans la collection « Quarto » chez Gallimard en 2006.
- Adieux à Sheila, roman, Robert Laffont, 1944
- Amours perdues, roman, Bordas, 1946
- Je ne veux jamais l’oublier, roman, Plon, 1950
- La Corrida, roman, Plon, 1952
- Le Dieu pâle, roman, Plon, 1954 (Prix des Sept)
- Tout l'amour du monde, I, récits, Plon, 1955
- Plaisirs, roman érotique sous le pseudonyme de Michel Férou. 6e de la Série Blonde des Éditions de Paris, 1955,
- Lettre à un jeune Rastignac, libelle, Fasquelle, 1956
- Les Trompeuses Espérances, roman, Plon, 1956
- Les Gens de la nuit, roman, Plon, 1958
- L'Armée d'Algérie et la pacification, Plon, 1959
- La Carotte et le Bâton, roman, Plon, 1960
- Tout l'amour du monde, II, récits, Plon, 1960
- Le Balcon de Spetsai, récits, Gallimard, 1961 (Prix Kauffmann)
- Louis XIV par lui-même, Librairie Académique Perrin, 1964
- Le Rendez-vous de Patmos, récits, Plon, 1965
- Mégalonose, La Table Ronde, 1967
- Un parfum de Jasmin, nouvelles, Gallimard, 1967
- Les Poneys sauvages, roman, Gallimard, 1970 (prix Interallié)
- Un taxi mauve, roman, Gallimard, 1973 (grand prix du roman de l'Académie française)
- Le Jeune Homme vert, roman, Gallimard, 1975
- Thomas et l'infini, conte, Gallimard, 1975 pour la jeunesse
- Les Vingt Ans du jeune homme vert, roman, Gallimard, 1977
- Mes arches de Noé, récits, La Table Ronde, 1978
- Un déjeuner de soleil, roman, Gallimard, 1981
- Je vous écris d'Italie, roman, Gallimard, 1984
- Bagages pour Vancouver, récits, La Table Ronde, 1985
- Ma vie n'est plus un roman, théâtre, Gallimard, 1987
- La Montée du soir, roman, Gallimard, 1987
- Un souvenir, roman, Gallimard, 1990
- Le Prix de l'amour, nouvelles, Gallimard, 1992
- Ariane ou l'oubli, théâtre, Gallimard, 1993
- Parlons-en..., conversations avec Alice Déon, Gallimard, 1993
- Pages grecques, récits, Gallimard, 1993 (Le Balcon de Spetsai, Le Rendez-vous de Patmos, Spetsai revisité)
- Je me suis beaucoup promené, miscellanées, La Table Ronde, 1995
- Une longue amitié, lettres échangées avec André Fraigneau, La Table Ronde, 1995
- Le Flâneur de Londres, Robert Laffont, 1995
- Orphée aimait-il Eurydice?, Séguier, 1996
- La Cour des grands, roman, Gallimard, 1996
- L'Enfant et la sorcière, roman pour la jeunesse, Gallimard, 1998
- Madame Rose, roman, Albin Michel, 1998
- Pages françaises, récits, Gallimard, 1999 (Mes arches de Noë, Bagages pour Vancouver, Post-scriptum)
- Taisez-vous, j'entends venir un ange, sotie, Gallimard, 2001
- Mentir est tout un art, nouvelle, Éditions du Rocher, 2002
- Le poète, Éditions Sigalla, 2003
- Sarah, Éditions Sigalla, 2003
- Larbaud, heureux Larbaud, Éditions Sigalla, 2003
- La Chambre de ton père, souvenirs, Gallimard, 2004
- Guerres et roman, dialogues avec Lakis Proguidis, Flammarion, 2005
- Cavalier, passe ton chemin !, récits, Gallimard, 2005
- Œuvres, Gallimard, coll. « Quarto », 2006 (Thomas et l'infini, La Chambre de ton père, Les Trompeuses Espérances, Les Poneys sauvages, Un taxi mauve, Un déjeuner de soleil, La Montée du soir, Cavalier, Passe ton chemin !, Une île au loin illustrée de 8 gravures de George Ball...)
- Lettres de château, Gallimard, 2009 (Prix Coup de Cœur de l'Essai du Point, 2009)
- Cahier Déon, L'Herne, 2009. Cahier de L'Herne qui contient de nombreux inédits, témoignages et études sur son œuvre (contribution d'écrivains, universitaires, et amis dont Fernando Arrabal, Nicolas Briançon, Philippe Le Guillou, Frédéric Vitoux, Milan Kundera, Emmanuel Carrère, Yasmina Reza, Jean d'Ormesson, Xavier Darcos).
- Journal 1948-1983, L'Herne, 2009
- De Marceau à Déon, De Michel à Félicien, Lettres 1955-2005, correspondance avec Félicien Marceau, 2011
- Partir ! ..., Nicolas Chaudun, 2012
- A la légère, nouvelles, Finitude, 2013

• Correspondance Michel Déon Pierre Joannon, 1973 2016. Éditions La Thébaïde, 2025.

### Filmographie

#### Adaptation au cinéma
- 1977 : Un taxi mauve, réalisé par Yves Boisset avec Charlotte Rampling, Philippe Noiret, Peter Ustinov et Fred Astaire

#### Adaptations à la télévision
- 1979 : Le Jeune Homme vert, réalisé par Roger Pigaut avec Philippe Deplanche, diffusé sur Antenne2
- 1983 : Les Poneys sauvages, réalisé par Robert Mazoyer, avec Jacques Weber et Michel Duchaussoy
- 2008 : Un souvenir, réalisé par Jacques Renard, avec Daniel Prévost et Valérie Mairesse

#### Documentaires
- 1982 : Documentaire dans la collection « La Part de vérité », réalisé par Christian Giudicelli et Michèle Armand, diffusé sur TF1
- 1995 : Documentaire dans la collection « Un Siècle d'écrivains », réalisé par Pierre Dupouey, diffusé sur France 3
- 2020 : Michel Déon ou la force de l'amitié, réalisé par Jérémie Carboni, avec Michel Déon, Jean d'Ormesson, Xavier Darcos, Emmanuel Carrère, Yves Boisset, Milan Kundera, Antoine Gallimard, Éric Neuhoff, Frédéric Vitoux, Nicolas Briançon, Belinda Cannone, Thierry Laurent[26]

## Décorations
- Commandeur de la Légion d'honneur[27]
- Officier de l'ordre des Arts et des Lettres